# Emőd Tamás

A Holnap szoborcsoport tagjaként Nagyváradon

Emőd Tamás (Berekböszörmény, 1888. augusztus 11. – Nagyvárad, 1938. szeptember 22.) költő, újságíró, színházigazgató, Fleischer Miklós festő bátyja.

## Élete
Fleischer Miksa és Weiszlovits Irma fia. Tanulmányait Nagyváradon kezdte, majd a kolozsvári egyetemen jogot tanult. Első versei 1906-ban A Hétben jelentek meg. 1906–1914 között Nagyváradon dolgozott újságíróként. A Holnap nevű irodalmi antológiához tartozott. Ady Endréhez nagy barátság fűzte. 1914-ben a fővárosba költözött. Nagy Endrével a magyar kabaré megteremtésén fáradozott. 1917-ben a Belvárosi Színház dramaturg titkára, 1922-től az Andrássy úti Színház, majd a Blaha Lujza Színház, 1925–1927 között ismét az Andrássy úti Színház művészeti igazgatója. 1927–1928-ban az Új Színház igazgatója volt.
A szellemes sanzonok és kabaréjelenetek népszerű írója volt. Nagy sikerük volt háborús verseinek és kis, egyfelvonásos, rövid drámáinak. Dalai közszájon forogtak.
Színházi és újságírói sikerei idején is megmaradt szelíd poétának, a váradi emlékek őrzőjének, Ady hitvallójának. Mintha megérezte volna a vég közeledtét, hazalátogatott Váradra meghalni.

## Művei
- A Holnap. Ady Endre, Babits Mihály, Balázs Béla, Dutka Ákos, Emőd Tamás, Juhász Gyula, Miklós Jutka versei; sajtó alá rend. Antal Sándor; A Holnap Irodalmi Társaság, Nagyvárad, 1908
- A Holnap új versei. Második könyv; összeáll., bev. Kollányi Boldizsár; Deutsch, Bp., 1909
- Emőd Tamás versei; bev. Juhász Gyula; Sonnenfeld A. Grafikai Műintézete, Nagyvárad, 1911
- Dícséret, dicsőség. Emőd Tamás énekeskönyve az 1914-15. esztendőkből; Singer-Wolfner, Bp., 1915
- Húsvéti kabaré; többekkel; Légrády Ny., Bp., 1917
- Ferenc Jóska ládájából. Kis darabok, jelenetek, katonadolgok, dalok; Dick, Bp., 1917
- Pesti hegedű; Singer-Wolfner, Bp., 1918
- A magyar kabaré tízéves antológiája. Tréfák, jelenetek, dalok; összeáll. Balassa Emil, Emőd Tamás, bev. Szép Ernő, Szini Gyula; Dick, Bp., 1918
- Karinthy Frigyes–Emőd Tamás: A vándor katona. Ünnepi történet; Athenaeum, Bp., 1920 (Modern könyvtár)
- Csipke. Három egyfelvonásos; Dick, Bp., 1923
- Mézeskalács. Daljáték; szöveg Emőd Tamás, zene Szirmai Albert; Globus Ny., Bp., 1923
- Nótám, füttyöm, citerám. Válogatott chansonok; Genius, Bp., 1926
- Borcsa Amerikában (dráma, 1927)
- Két lány az utcán (dráma, 1929)
- Örök láng; többekkel; Forum, Bp., 1931 (Pálma könyvek)
- A szegény ördög. Zenés színjáték; szöveg Emőd Tamás, Török Rezső, zene Komjáthy Károly; Vörösváry Soksz., Bp., 1935
- Benatzky: Egy lány, aki mindenkié (librettó, 1936)
- Fizessen, nagysád! (film forgatókönyv, 1937)
- Emőd Tamás versei; Officina, Bp., 1939
- Írás a palackban; szerk. Marton Jenőné, Kovács Andrásné, Simor András; Táncsics Gimnázium, Bp., 1998 (Táncsics-sorozat)
- Egy másik csillagon. Válogatott versek; vál., szerk. Réz Pál; Palatinus, Bp., 2000 (Várad, villanyváros)
- Ez a város. Versek és prózai művek; szerk. Pásztai Ottó, Rauscher Erzsébet, Zalder Éva Mária; Nagyváradi Premontrei Öregdiákok Egyesülete, Nagyvárad, 2008
- Írás a palackban; Madách Irodalmi Társaság, Bp., 2009
- Összegyűjtött versek és műfordítások; gyűjt., szerk. Urbán László; Aegis Kultúráért és Művészetért Alapítvány, Székesfehérvár, 2017